# Negació lògica
En lògica i matemàtica, la negació, també anomenada complement lògic, és una operació sobre proposicions, valors de veritat, o en general, valors semàntics. Intuïtivament, la negació d'una proposició és veritable quan aquesta proposició és falsa, i viceversa. En lògica clàssica la negació està normalment identificada amb la funció de veritat que canvia el seu valor de veritable a fals i viceversa. En Lògica intuicionista, d'acord amb la interpretació BHK, la negació d'una proposició p és la proposició les proves són les refutacions de p. A la semàntica de Kripke, on els valors semàntics de les fórmules són conjunts de possibles mons, la negació de p, és la seva complement.

## Definició
La negació clàssica és una operació sobre un valor de veritat, típicament, el valor d'una proposició, que produeix un valor de veritable quan seva operant és fals, i un valor de fals quan el seu operant és veritable. Per tant, si l'enunciat A és veritable, llavors ¬ A (pronunciat "no A") seria conseqüentment fals, i el contrari, si ¬ A és veritable, llavors A  seria fals.
La taula de veritat de  ¬p és la següent:
| p         | ¬p        |
| --------- | --------- |
| Veritable | Fals      |
| Fals      | Veritable |

La negació clàssica es pot definir en termes d'altres operacions lògiques. Per exemple, ¬p es pot definir com p → F, on "→" és una implicació lògica i F és una falsedat absoluta. Per contra, es pot definir F com p & ¬p per a qualsevol proposició p, on "&" és una conjunció lògica. La idea és que qualsevol contradicció és falsa. Mentre aquestes idees funcionen tant en la lògica clàssica com en la instuïcionista, no funcionen a la Lògica paraconsistent, on les contradiccions no són necessàriament falses.
En lògica clàssica hi ha una identitat addicional: p → q es pot definir com ¬p ∨ q, on "∨" és la disjunció lògica: "no p, o q".
Algebraicament, la negació clàssica correspon amb el complement en un àlgebra booleana, i la negació intuicionista al pseudocomplement en una àlgebra de Heyting. Aquestes àlgebres proveeixen una semàntica per a les lògiques clàssica i intuicionista respectivament.

## Notació
La negació d'una proposició p es denota dediferentes maneres en diversos contextos i camps d'aplicació. Entre aquestes variants, tenim les següents:
| Notació                    | Verbalització            |
| -------------------------- | ------------------------ |
| {\displaystyle \lnot p}    | No p                     |
| {\displaystyle -p\,}       | No p                     |
| {\displaystyle \sim p\,}   | No p                     |
| {\displaystyle Np\,}       | Gen p                    |
| {\displaystyle p'\ }       | P prima, complement de p |
| {\displaystyle {\bar {p}}} | P barra, barra p         |
| {\displaystyle !P\ }       | Exclamació p             |

Independentment de la notació o símbol utilitzats, la negació ¬p / ~p es pot llegir com "no és el cas que p", "no és cert que p ", o si més comú, simplement (encara que no gramaticalment) com " no p ".

## Propietats

### Doble negació
Dins d'un sistema de lògica clàssica, la doble negació, és a dir, la negació de la negació d'una proposició p, és lògicament equivalent a p. Expressat simbòlicament, ¬ (¬ p) ⇔ p. En lògica intuicionista, una proposició implica la seva doble negació, però no a l'inrevés. Això marca una important diferència entre la negació clàssica i intuicionista. Algebraicament, la negació clàssica és anomenada una involució de període dos.
No obstant això, en lògica intuicionista, si tenim l'equivalència entre ¬ ¬ ¬ p i ¬ p. És més, en el cas proposicional, una oració és demostrable de forma clàssica, si el seu doble negació és demostrable de manera intuicionista. Aquest resultat és conegut com el teorema de Glivenko.

### Distributiva
~ {\displaystyle (a\equiv b)\equiv (} ~ {\displaystyle a\equiv b)}

### Linealitat
En l'àlgebra de Boole, una funció lineal és una funció tal que:
 
Si hi ha a  0 , a  1 , ..., a  n  {\displaystyle \in } {0,1} tal que
f (b  1 , ..., b  n ) = a  0  ⊕ (a  1  {\displaystyle \land } b  1 ) ⊕ ... ⊕ (a  n  {\displaystyle \land } b  n ), per a tot b  1 , ..., b  n  {\displaystyle \in } {0,1}.
Una altra forma d'expressar això és que cada variable sempre canvia el seu valor de veritat de l'operació o mai canvia. La negació és un operador lògic lineal.

### Autodualitat
A l'àlgebra de Boole, una funció autodual és una funció tal que:
Si f (a  1 , ..., a  n ) = ~ f (~ a  1 , ..., ~ a  n ) per a tot a  1 , ..., a  n  {\displaystyle \in } {0,1}. La negació és un operador lògic de autodualitat.

## Regles d'inferència
Hi ha diverses formes equivalents entre si, de formular regles per a la negació. Una forma usual de formular la negació clàssica, en establir una deducció natural, és prendre com regles primitives d'inferència:
- Introducció de la negació (Si p implica q i ¬ q, inferim ¬ p; aquesta regla també es diu reductio ad absurdum),
- Eliminació de la negació (Atès p i ¬ p inferim q; aquesta regla també es diu ex fals quodlibet),
- Eliminació de la doble negació (Atès ¬ ¬ p inferim p).

Les regles per negació intuicionista s'obtenen de la mateixa manera, però excloent l'eliminació de la doble negació.
La introducció de la negació estableix que si es pot obtenir un absurd com conclusió p, llavors p no ha de ser el cas ( p és fals (clàssic), o refutable (intuicionista), etc.).
L'eliminació de la negació estableix que qualsevol cosa es desprèn d'un absurd. De vegades, la negació de la elimincación és formulada usant el signe primitiu d'absurd ⊥. En aquest cas, la regla diu que donat p i ¬ p concloure en un absurdity. Al costat de l'eliminació de la doble negació, es pot inferir la regla originalment formulada, és a dir, que qualsevol cosa que es desprèn d'un absurd.
Típicament, la negació intuicionista ¬ p de p es defineix com p → ⊥. Llavors la introducció de la negació i l'eliminació són només casos especials d'introducció de la implicació (prova condicional) i eliminació (modus ponens). En aquest cas, podem també afegir com a regla primitiva ex fals quodlibet.

## Programació
Així com en matemàtica, la negació és àmpliament usada en computació per construir expressions lògiques.
```
    
if
 
(
!
 
(
r
 
==
 
t
))

    
{

         
/
 
*
 
...
 
Sentències
 
executades
 
quan
 
r
 
NO
 
ÉS
 
IGUAL
 
a
 
t
 
...
 
*
 
/

    
}

```

El signe "!" significa NO lògic en B, C, i altres llenguatges inspirats en la sitaxis de C com C++, Java, Perl, PHP, etc. "NOT" és l'operador usat en ALGOL 60, BASIC, COBOL, i lenguanes inspirats en la sintaxi de ALGOL com Pascal, Ada, Seed7, etc. Alguns llenguatges (C++, Perl, etc.) Proveeixen més d'un operador per la negació. Alguns llenguatges com PL/I i Ratfor, usen ¬ per la negació. Algunes computadores i sistemes operatius moderns mostren ¬ com! en arxius condificados a ASCII.
Existeix també la negació a nivell de bits. Aquesta pren el valor donat, i canvia tot el binari; els 1 canvien a 0 i els 0 a 1. Aquesta operació és usada normalment per generar el complement a un o "~" en C o C++ i el complement a dos (només simplificat a "- "o el signe negatiu, ja que això és equivalent a prendre el valor aritmètic negatiu del nombre), ja que bàsicament genera l'oposat (valor negatiu equivalent) o complement matemàtic del valor (on tots dos valors s'agreguen junts per crear un tot).
Per obtenir el valor absolut (equivalent positiu) d'un sencer donat, el codi treballaria canviant el signe de negatiu a positiu (és negatiu perquè "x <0" cas té raó)
```
    
unsigned
 
int
 
abs
 
(
int
 
x
)

    
{

        
if
 
(
x
 
<
0
)

            
return
-
x
;

        
else

            
return
 
x
;

    
}

```

Per demostrar la negació lògica:
```
    
unsigned
 
int
 
abs
 
(
int
 
x
)

    
{

        
if
 
(
!
 
(
x
 
<
0
))

            
return
 
x
;

        
else

            
return
-
x
;

    
}

```

Invertint la condició i revertint les sortides, es genera codi que és lògicament equivalent al codi original, és a dir, que obtindrem idèntics resultats per qualsevol entrada. (Nota: Segons el compilador utilitzat, les instruccions reals executades per l'ordinador poden diferir).